# عملية الأمم المتحدة الأولى في الصومال

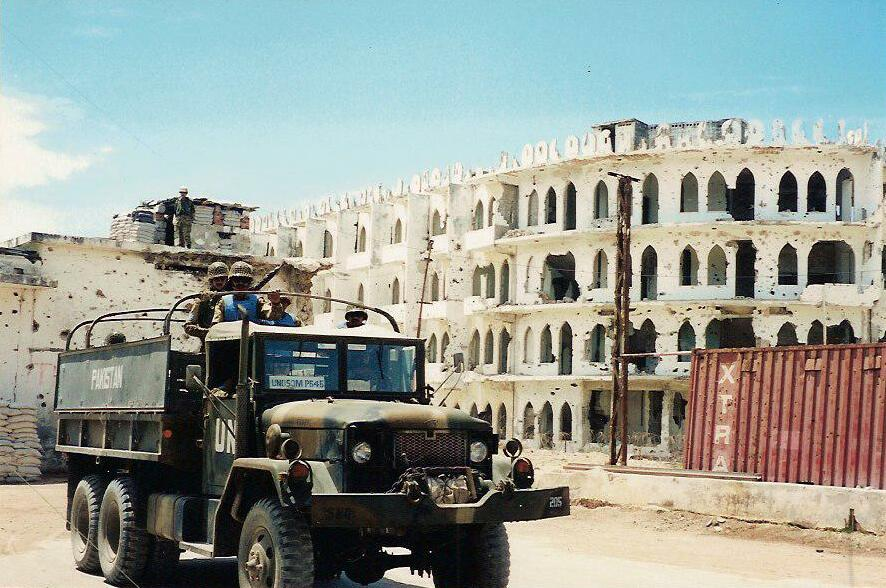
قافلة باكستانية تابعة لعمليات الأمم المتحدة في الصومال.

عملية الأمم المتحدة الأولى في الصومال كانت الجزء الأول من جهود الأمم المتحدة التي تمت تحت رعاية الدولة الصومالية لتوفير وتسهيل وتأمين العمليات الإغاثية الإنسانية في الصومال، فضلًا عن رصد أول هدنة تمت بواسطت الأمم المتحدة لصراع الحرب الأهلية الصومالية في وقت مبكر من تسعينيات القرن العشرين. تأسست العملية في شهر أبريل 1992 واستمرت مهام بعثة المتحدة حتى شهر ديسمبر كانون الأول من عام 1992. بعد تفكك قوة العمل الموحدة في شهر مايو 1993، أرسلت بعثة للأمم المتحدة لاحقة في الصومال كانت تعرف باسم عملية الأمم المتحدة الثانية في الصومال.
في الأشهر القليلة من عمل البعثة، عمل 54 مراقبًا عسكريًا وحوالي 893 من العسكريين مع الأمم المتحدة في الصومال، وذلك بدعم من الموظفين المدنيين الدوليين والمحليين. عانت البعثة من مقتل ستة قتلى من أفرادها. كانت الدول المساهمة: أستراليا، النمسا، بنغلاديش، بلجيكا، كندا، جمهورية التشيك، مصر، فيجي، فنلندا، إندونيسيا، الأردن، المغرب، نيوزيلندا، النرويج، باكستان، زيمبابوي.

## الخلفية التاريخية
تقع الصومال في القرن الأفريقي عند مدخل خليج عدن والبحر الأحمر. جيبوتي من الشمال، وإثيوبيا من الغرب، وكينيا من الجنوب، يقطُن حدودها حوالي 8.5 مليون نسمة، أكثر من 98% منهم صوماليون، مما يمنحها تجانسًا عرقيًا غير عادي. أكثر من 45% من السكان تقل أعمارهم عن 15 عامًا. حوالي 70% من الصوماليين هم من البدو الذين يسافرون مع قطعان مواشيهم عبر الصومال وكينيا وإثيوبيا. ويساهم عدم وجود حدود محددة في نزاعات الأراضي التي لم يتم حلها بين الصومال وجيرانه.
في أعقاب اندلاع الحرب الأهلية في الصومال عام 1991، تدخلت الأمم المتحدة ومنظمة الوحدة الأفريقية، بحِجة الحرب والمجاعة. حيث إن من بين سكان الصومال البالغ عددهم 10 ملايين نسمة، كان أكثر من نصفهم معرضين لخطر المجاعة والأمراض المرتبطة بسوء التغذية، ومعظمهم في المناطق الريفية المنكوبة بالجفاف.
وتم تقدير بأن 1.5 مليون آخرين بأنهم معرضون لخطر الإصابة بسوء التغذية. مات ثلاثمائة ألف شخص في الأشهر الأولى من عام 1992 وفر ثلاثة ملايين آخرين من البلاد كلاجئين.
بدأت الأمم المتحدة بالإنخراط في الصومال منذ أوائل عام 1991 عندما بدأت الحرب الأهلية. وتم سحب موظفي الأمم المتحدة في عدة مناسبات بسبب اندلاع أعمال العنف، ثم في نهاية المطاف، أدت  سلسلة من قرارات مجلس الأمن (733، 746) والزيارات الدبلوماسية في فرض وقف إطلاق النار بين الفصيلين الرئيسيين، والذي تم التوقيع عليه في نهاية مارس/آذار 1992. وقد ساعدت هيئات دولية أخرى، مثل جامعة الدول العربية ومنظمة الوحدة الأفريقية ومنظمة المؤتمر الإسلامي في وقف إطلاق النار.

## التكوين

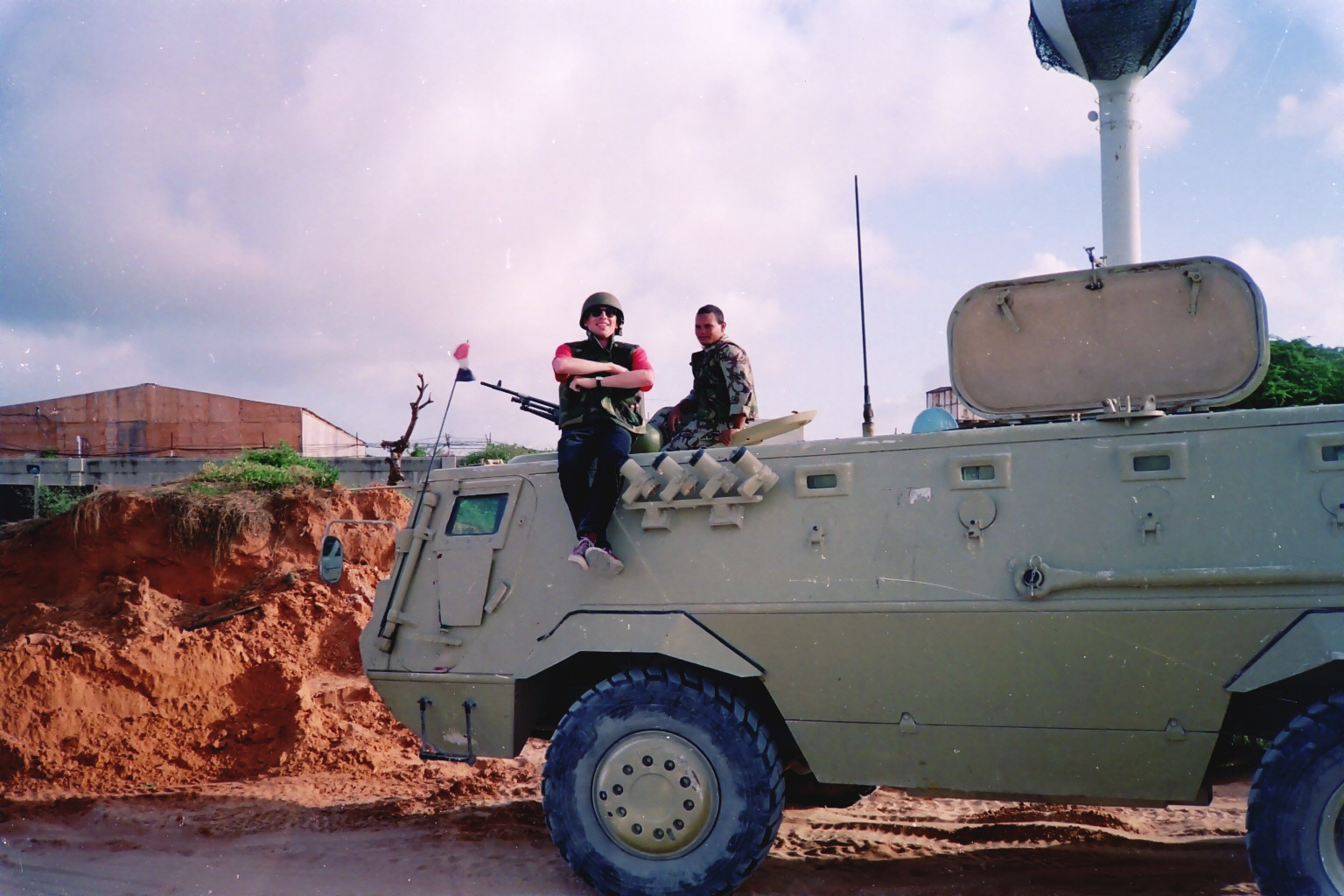
ناقلة الجند المدرعة «فهد 240» تاعبة للجيش المصري في قوات الأمم المتحدة.

رأت الأمم المتحدة، بالإضافة لدعم من جميع زعماء الفصائل المتمردة، أن هناك حاجة إلى نوع ما من قوة حفظ السلام للحفاظ على وقف إطلاق النار ومساعدة جهود الإغاثة الإنسانية بالتعاون مع وكالات الإغاثة والمنظمات غير الحكومية. بحلول نهاية أبريل 1992، اعتمد مجلس الأمن القرار 751، ونص ذلك على إنشاء قوة أمنية قوامها 50 جنديًا تابعًا للأمم المتحدة في الصومال لمراقبة وقف إطلاق النار. ستُعرف هذه الكتيبة بإسم «عملية الأمم المتحدة في الصومال» (UNOSOM)، ووجودها كان بموافقة الأطراف التي كانت مُمثلة في وقف إطلاق النار.
سمح القرار بتوسيع قوة الأمن، حيث تمت مناقشة عدد حوالي 500 جندي في البداية. وصلت المجموعة الأولى من مراقبي وقف إطلاق النار إلى مقديشو في أوائل يوليو 1992.